# Беслебен-Вюллерслебен
Беслебен-Вюллерслебен (нім. Bösleben-Wüllersleben) — громада в Німеччині, розташована в землі Тюрингія. Входить до складу району Ільм. Складова частина об'єднання громад Ріхгаймер-Берг.
Площа — 16,10 км2. Населення становить 620 ос. (станом на 31 грудня 2021).

## Галерея

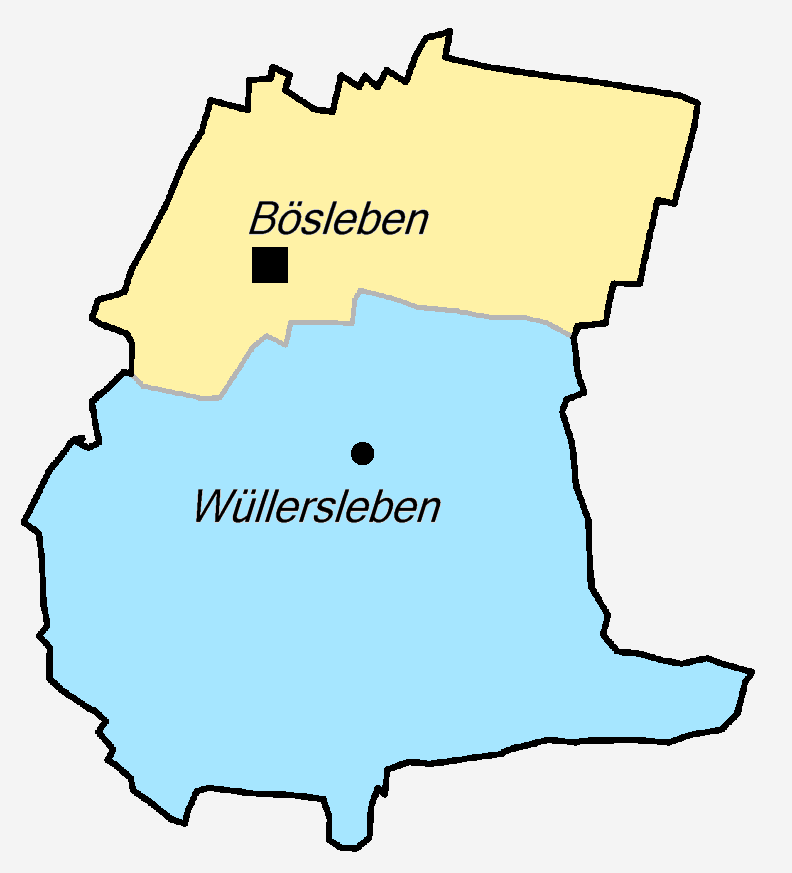
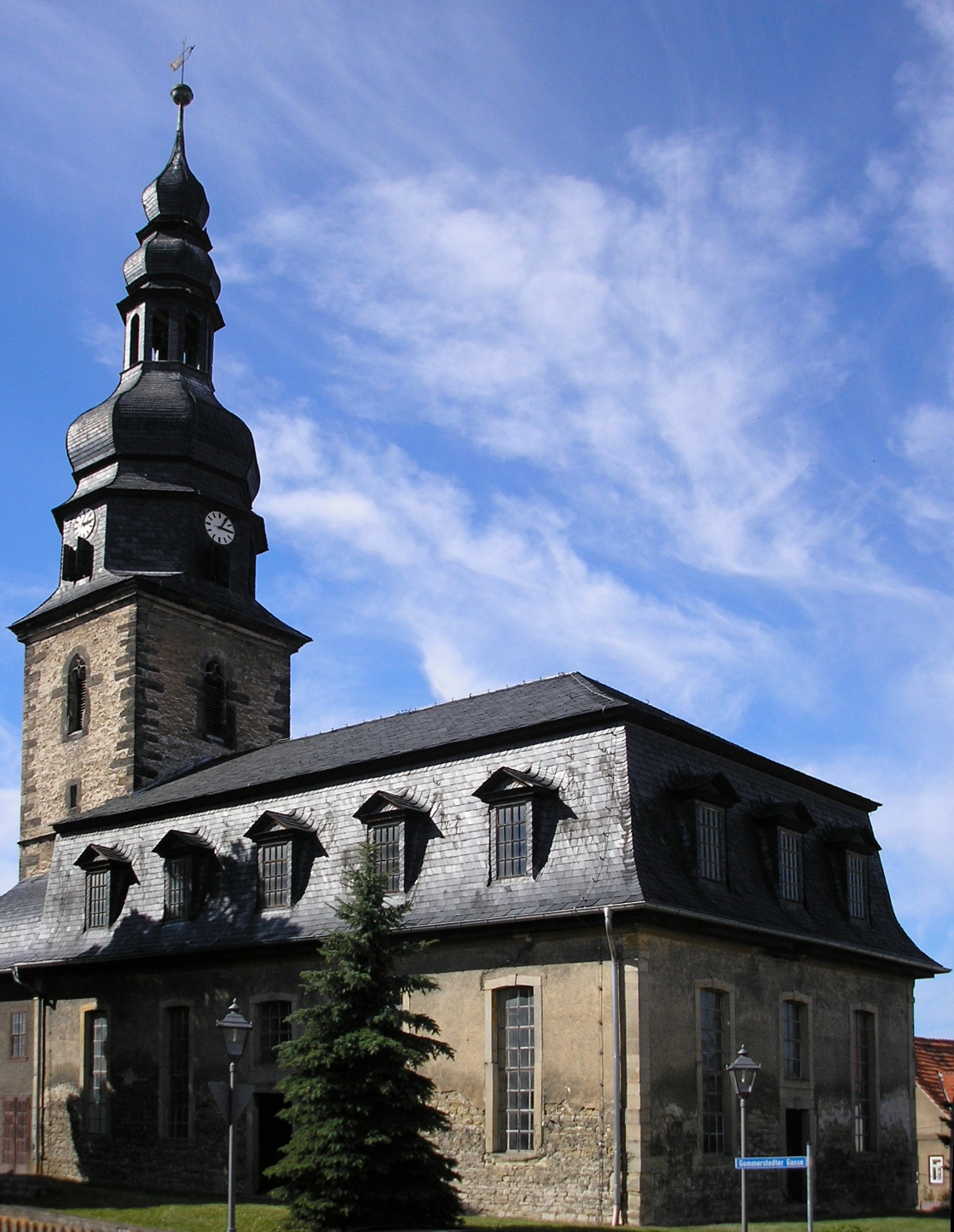